# Eriopyga tebota
Eriopyga tebota là một loài bướm đêm trong họ Noctuidae.